# Antifemminismo
Il termine antifemminismo indica la posizione ideologica di chi si oppone al femminismo in alcune o tutte le sue espressioni.
Il termine è stato usato con significato specifico in particolari periodi storici, in Italia, ad esempio nel periodo fascista, tuttavia, dal versante opposto, anche diversi esponenti marxisti rifiutarono o abbandonarono il femminismo vedendo in esso un abbandono della lotta di classe per una lotta dei sessi tra oppressi, e dunque un'ideologia funzionale al sistema di sfruttamento capitalista.

## Storia

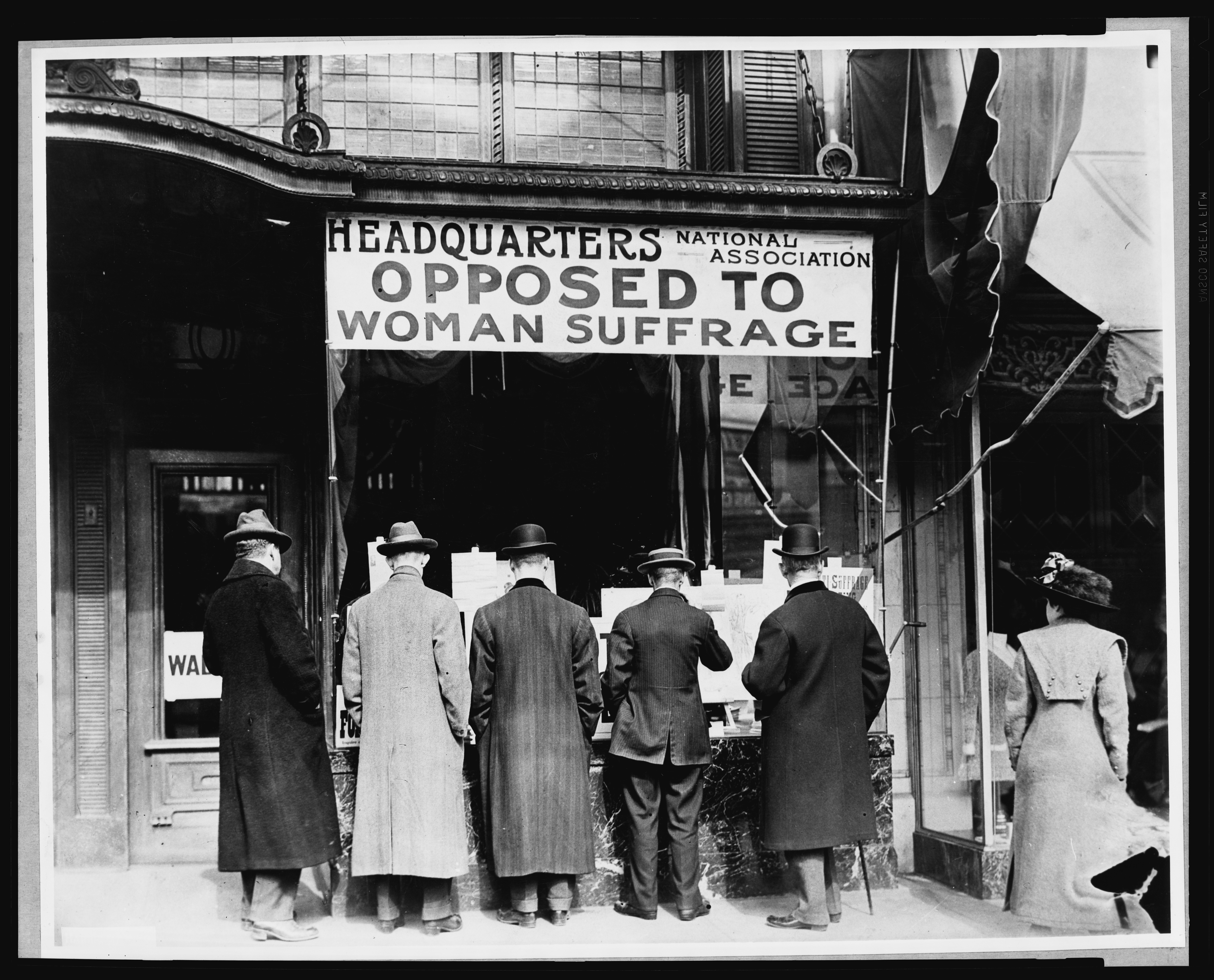
Oppositori al suffragio femminile negli USA all'inizio del XX secolo

L'antifemminismo nacque storicamente come opposizione alle prime richieste emancipazioniste del XVIII e del XIX secolo e si manifestò all'inizio per negare il voto alle donne rivendicato dalle suffragette limitatamente alle donne bianche di estrazione borghese.
Il termine antifemminismo venne coniato nell'accezione moderna da Marianne Adelaide Hedwig Dohm nel suo Die Antifeministen nel 1902. Per Hedwig Dohm gli antifemministi si dividono in quattro categorie:
- I vecchi credenti, i conservatori, per i quali la religione è principalmente tradizione da difendere.
- Gli attivisti per i diritti dell'"uomo", che pongono meno enfasi sull'amore di Dio e si oppongono all'emancipazione delle donne con motivazioni più pratiche.
- Gli egoisti pratici, che considerano l'emancipazione della donna dal punto di vista dei vantaggi o svantaggi che li potrebbero riguardare (es. sessualità favorevole al maschio, motivi legati alla misoginia, ecc.).
- I cavalieri della Mater dolorosa, che si ritengono quasi angeli custodi col compito di difendere le donne dalle influenze negative.[7]

Un'organizzazione nota per le sue posizioni antifemministe è la statunitense Eagle Forum fondata nel 1972 con il nome di "STOP ERA" da Phyllis Schlafly al fine di impedire la ratifica dell'emendamento Equal Rights Amendment (ERA) che, se approvato, avrebbe dovuto rafforzare l'uguaglianza dei diritti senza distinzioni di sesso.
Anche il filosofo Costanzo Preve e il fisico Alan Sokal criticano il movimento femminista, in un'ottica filosofica il primo e scientifica il secondo.

## Situazione
Gli antifemministi sostengono spesso che il femminismo, pur sostenendo di favorire l'equità, ignorerebbe questioni di diritti che sono specifiche degli uomini, o che cerchi di raggiungere uno stato privilegiato per le donne attraverso speciali diritti ed esenzioni come l'affirmative action e le quote rosa. Altre questioni riguardano il diritto di famiglia (come la custodia dei figli, la responsabilità legata alla paternità ed il mantenimento dei figli) e le critiche sulla disuguaglianza di trattamento nel sistema giudiziario, quali l'equità nella condanna per reati simili.
David Benatar riconosce nel suo libro The Second Sexism che la discriminazione femminile è ancora un grave problema in tutto il mondo, ma sostiene che anche uomini e ragazzi possano essere soggetto di discriminazione sessista sostenendo che spesso le politiche sociali e dello stato incoraggino gli uomini, ma raramente le donne, alla professione militare.
I gruppi di alt-right sono oggi spesso associati all'antifemminismo di estrema destra.

## Posizione di alcune donne

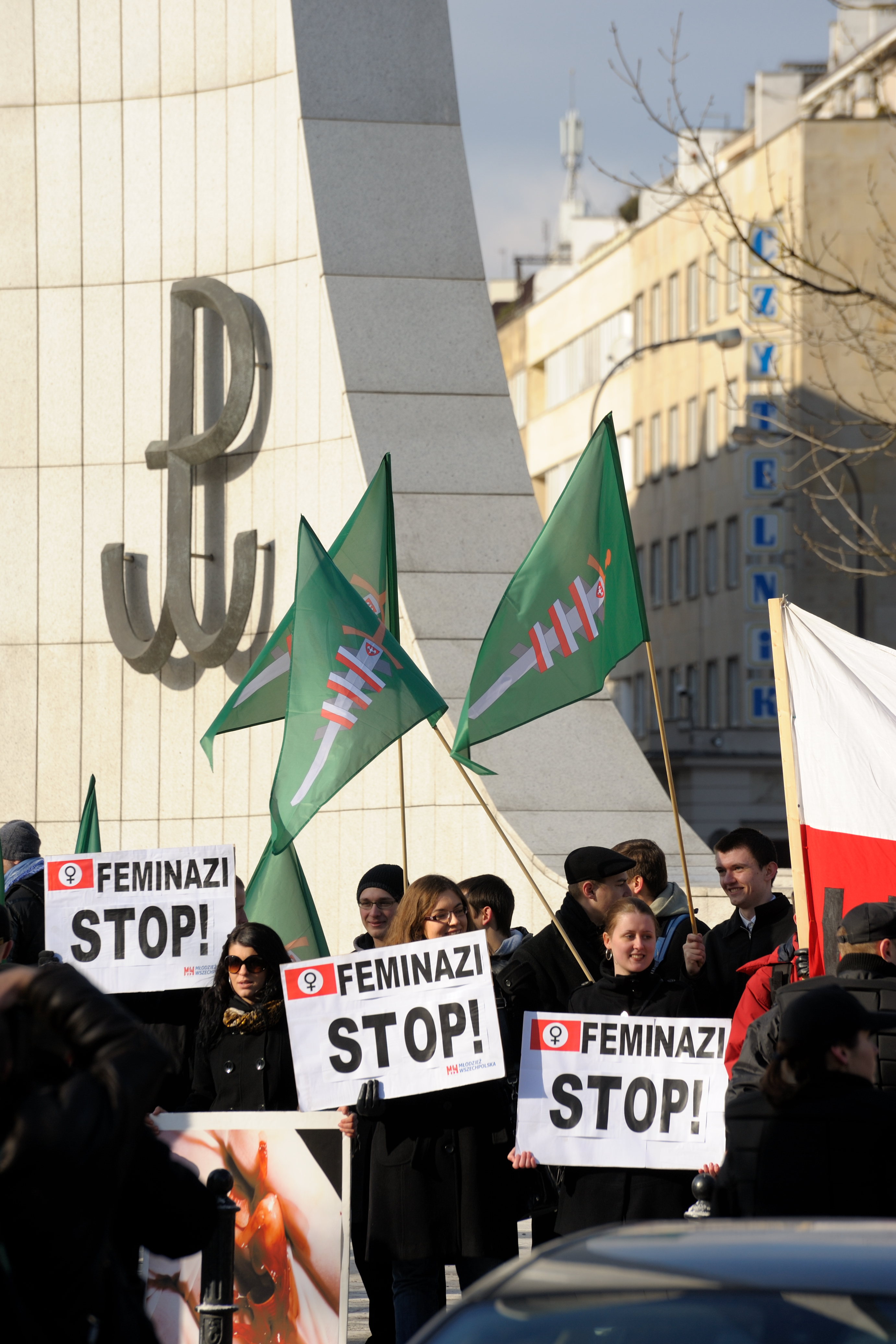
Un gruppo di attivisti e attiviste polacchi ultranazionalisti e vicini a #WomenAgainstFeminism protestano contro la marcia dell'Otto marzo. Varsavia, 2010

Diverse donne, sin dall'inizio, si dissociarono dalle richieste delle altre donne. La lega Women's National Anti-Suffrage League (WNASL), attiva in particolare tra il 1908 ed il 1918, si ispirò al punto di vista anti-suffragio nato in contrapposizione all'attivismo femminile già dal 1889.

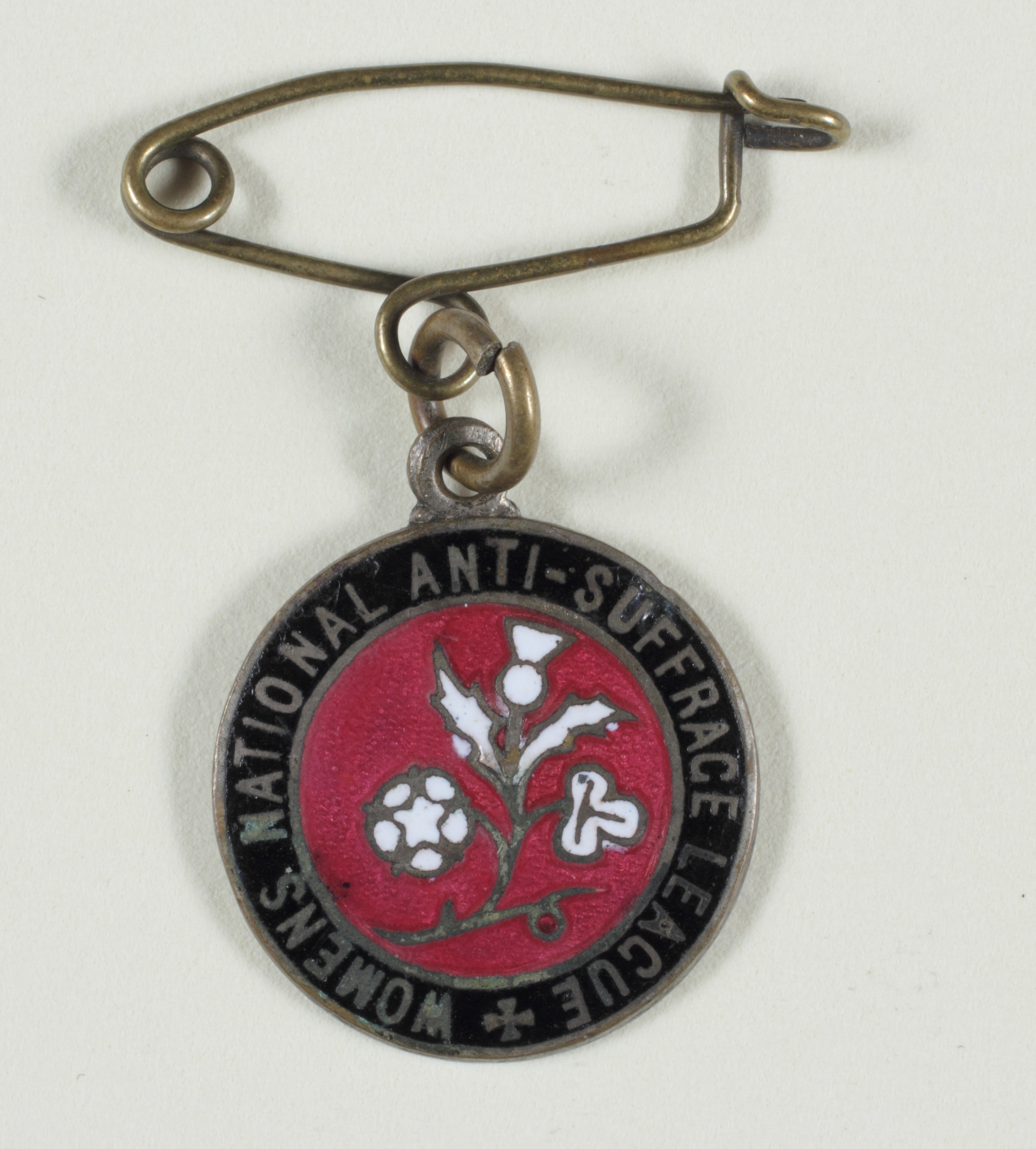
Spilla della Women's National Anti-Suffrage League 1908-1910

Alcune femministe sono state definite antifemministe (ad esempio: Camille Paglia, Christina Hoff Sommers, Jean Bethke Elshtain e Elizabeth Fox-Genovese) per le loro posizioni o ideologie.
Critiche al femminismo provengono anche da Élisabeth Badinter, scrittrice e filosofa francese e dalla filosofa e teorica femminista Nancy Fraser. Quest'ultima sostiene che il femminismo sia divenuto ancella del capitalismo, ad esempio avendo spostato l'attenzione su ingiustizie di tipo non economico e messo in ombra le lotte di classe.
WomenAgainstFeminism è un hashtag e movimento di donne antifemministe emerso negli anni 2010, solitamente conservatrici o moderate, o che considerano il femminismo moderno come misandrico ed estremista, mentre il movimento e trend online denominato Tradwife rappresenta donne (a volte influencer di destra) che abbracciano la vita da casalinga e la cura della famiglia tradizionale respingendo il femminismo e la modernità progressista.
La giornalista Costanza Miriano nel 2011 pubblicò il libro Sposati e sii sottomessa, una raccolta di lettere alle amiche alle prese con problemi sentimentali e familiari, in cui sostiene la visione cristiana del matrimonio. L'anno successivo è uscito Sposala e muori per lei, dedicato questa volta agli uomini, ai mariti delle "spose sottomesse". I due titoli sono ispirati a un passo della Lettera agli Efesini di San Paolo (Ef 5,22-33): «Le mogli siano sottomesse ai mariti come al Signore [...] E voi, mariti, amate le vostre mogli, come Cristo ha amato la Chiesa e ha dato se stesso per lei [...]»

## Antifemminismo e maschilismo
- L'antifemminismo, come sopra ricordato, nasce come negazione delle istanze di pari trattamento sociale e politico fra sessi già a partire dal XVIII secolo per poi configurarsi come critica alle politiche femministe che richiedono parità di trattamento[25].
- Il maschilismo parte dalla presunta superiorità dell'uomo nei confronti della donna[26] ed è più vicino al machismo[27] che non al mascolinismo[28], e non va confuso con essi; in genere, infatti, gli esponenti dei movimenti per i diritti maschili (MRA) hanno rifiutato e rifiutano tuttora espressamente tale definizione, pur definendosi antifemministi, come ad esempio nel documentario The Red Pill girato da Cassie Jaye nel 2016.